# Alois Lebouton

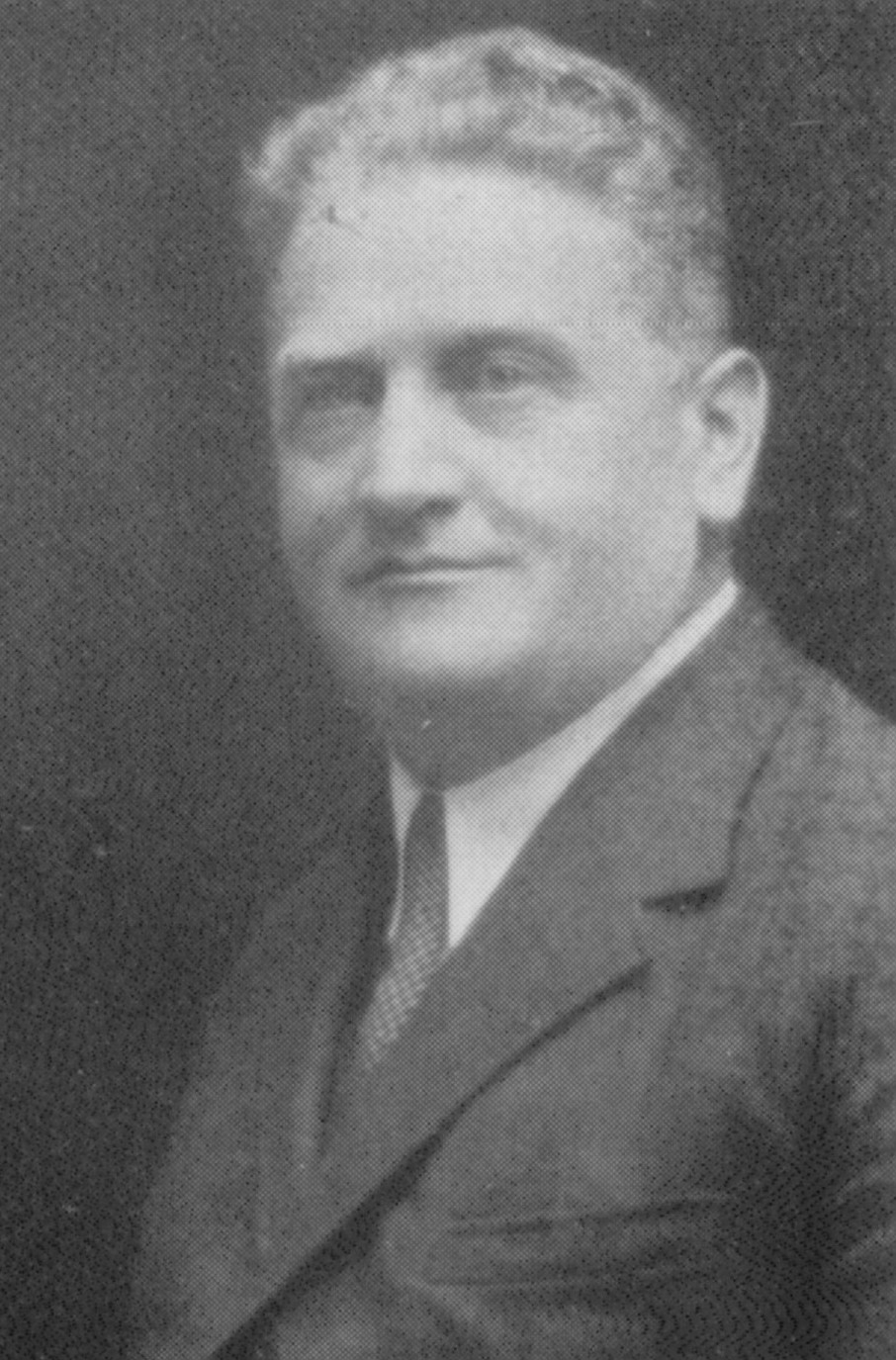
Alois Lebouton, um 1930

Alois Lebouton (* 27. April 1881 in Radautz, Herzogtum Bukowina, Österreich-Ungarn; † 26. April 1936 in Czernowitz, Königreich Rumänien) war ein rumäniendeutscher Lehrer und Politiker. 

## Leben
Als Sohn eines Zoll- und Finanzwachtmeisters geboren, studierte Lebouton nach dem Besuch des Ersten Humanistischen Staatsgymnasiums Czernowitz Klassische Philologie, Philosophie, Logik, Psychologie, Alte Geschichte und Deutsche Sprache an der Universität Czernowitz uns später Archäologie an der Universität Straßburg. Während seines Studiums wurde er 1899 Mitglied der Burschenschaft Arminia Czernowitz. Nach bestandener Lehramtsprüfung wurde er 1904 in Czernowitz Lehrer für Latein und Griechisch. 1905 wurde er Wirklicher Gymnasiallehrer und arbeitete dann als Studienprofessor am Deutschen Gymnasium Czernowitz. 1907 wurde er zum Dr. phil. promoviert.
Politisch war er seit 1905 aktiv, so wurde er 1906 Obmann im Czernowitzer Verein Deutsches Schülerheim und war im Deutschen Kulturverein tätig. Als Stipendiat des österreichischen Unterrichtsministeriums nahm er 1911/12 an Grabungen in Italien und Griechenland teil. Von 1912 bis 1915 war er Aufsichtsratsvorsitzender des Verbandes deutscher landwirtschaftlicher Genossenschaften in der Bukowina. Nach dem Ersten Weltkrieg setzte er sich stark für die deutschen Vertriebenen aus der ehemaligen Bukowina ein, unter anderem zusammen mit seinem Bundesbruder Anton Keschmann. Lebouton war Mitgründer und Sprecher des Deutschen Volksrates für die Bukowina, für den er 1918 eine Anschlusserklärung vor dem rumänischen Nationalkongress der Bukowina abgab, welche die Zugehörigkeit der in der Bukowina lebenden Deutschen zu Rumänien bekräftigte. Von 1919 bis 1920 war er Obmann des Volksrates der Deutschen und gemeinsam mit seinem Bundesbruder Alfred Kohlruß politischer Führer der Bukowinadeutschen. 1922 war er Vizepräsident und bis 1928 Verwaltungsratsmitglied der Bukowiner Landesbank. 1922 war er an der Gründung des Karpatenvereins beteiligt und dann als Obmannstellvertreter tätig. Er war auch im Vorstand des Vereins Christlicher Deutscher aktiv. 1924 war er an der Gründung der Deutschen Zeitungsgenossenschaft beteiligt und in deren Vorstand aktiv. 1925 gründete er die Czernowitzer Deutsche Tagespost. Er war Obmann des Czernowitzer Deutschen Männer-Gesangvereins und von 1928 bis 1929 Gemeinderat und Stadtrat von Czernowitz. Er war von 1928 bis 1931 für den Wahlkreis Radautz Senator der Deutschen im rumänischen Parlament und gehörte von 1931 bis 1933 der rumänischen Kammer an; 1933 wurde er wieder bis zu seinem Tod Senator des rumänischen Parlaments. 1933 war er Gründer und Obmann des Deutschen Volksbundes für die Bukowina.